# Lollingita
La lollingita, o löllingita, es un mineral arseniuro, por tanto de la clase de los minerales sulfuros, y dentro de esta pertenece al llamado "grupo de la lollingita". Fue descubierta en 1845 en una mina de Lölling, en el estado de Carintia (Austria), siendo nombrada por la localidad donde se descubrió. Sinónimos poco usados son: arsenosiderita, hüttenbergita, leucopurita, loellingita o saetersbergita.

## Características químicas
Es un mineral arseniuro simple de hierro, como todos los del grupo de la lollingita con distinto metal.
Forma una serie de solución sólida con el mineral de  safflorita (CoAs2), en la que la sustitución gradual del hierro por cobalto va dando los distintos minerales de la serie.
Además, tanto la lollingita como el resto de los minerales de dicha serie es frecuente que lleven como impureza considerables cantidades de níquel. Más rara vez también puede tener bismuto.

## Formación y yacimientos
Aparece en yacimientos de mediana temperatura de formación asociado con otros sulfuros y ganga de calcita; también puede encontrarse en pegmatitas.
Suele encontrarse asociado a otros minerales como: skutterudita, bismuto nativo, niquelina, siderita o calcita.